# Journalisten-Akademie der Konrad-Adenauer-Stiftung

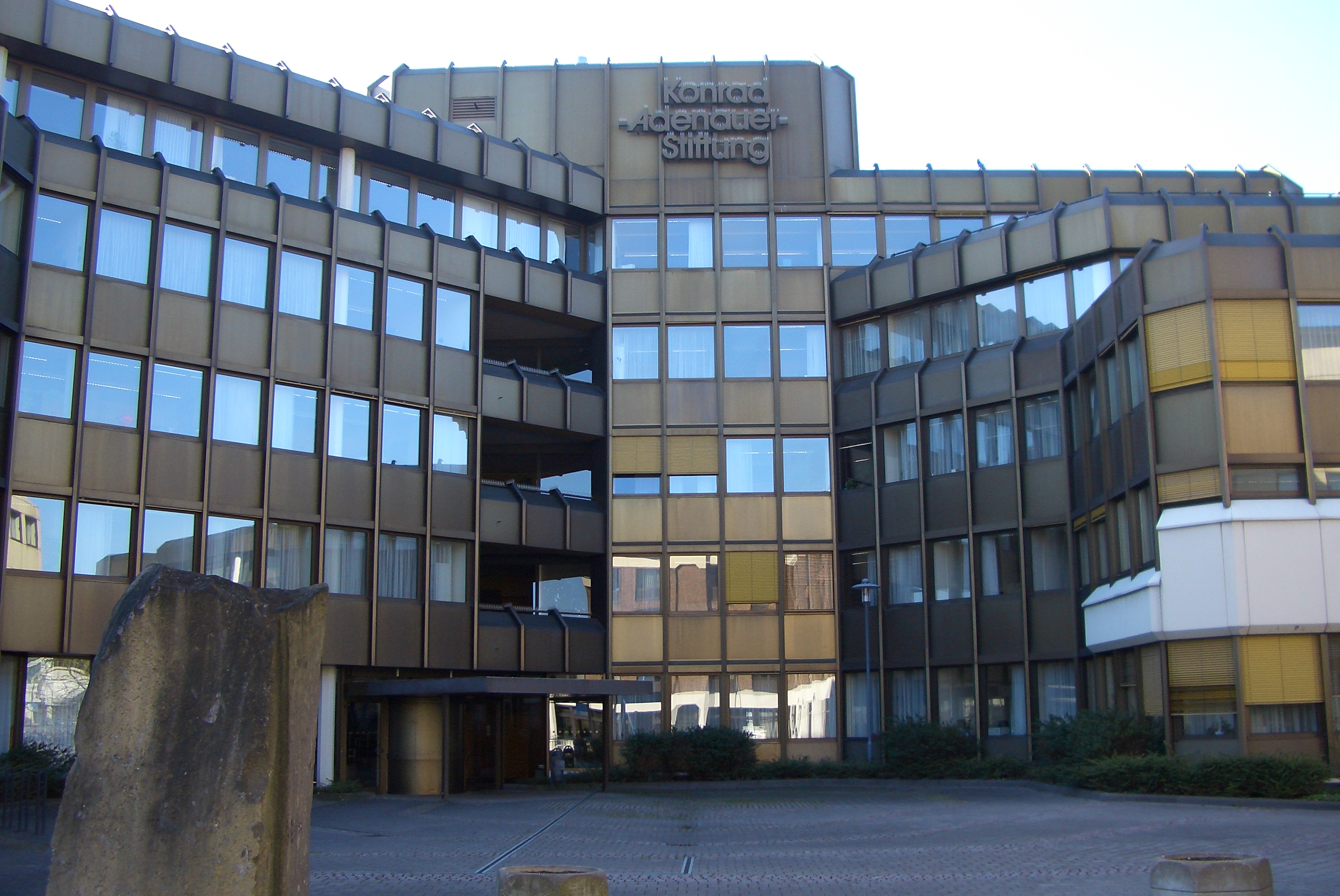
Journalisten-Akademie im Gebäude der Konrad-Adenauer-Stiftung in Sankt Augustin

Die Journalisten-Akademie der Konrad-Adenauer-Stiftung (JAKAS) ist eine Einrichtung zur Aus- und Fortbildung von Journalisten mit Sitz in Sankt Augustin. Sie wurde 1979 gegründet und gehört zur Konrad-Adenauer-Stiftung.

## Angebote
- Journalistische Nachwuchsförderung (JONA): studienbegleitendes Ausbildungsprogramm
- MedienKolleg: Fortbildungsprogramm für berufstätige Journalisten
- Medienwerkstatt: Schulungsangebot für Schülerzeitungsredakteure

## Journalistische Nachwuchsförderung
Die journalistische Nachwuchsförderung ist Teil des Begabtenförderungswerks der Konrad-Adenauer-Stiftung und bildet Stipendiaten in Print, Hörfunk, Fernsehen und Multimedia aus. Das Programm ist studienbegleitend konzipiert. So verpflichten sich die Stipendiaten, während des Semesters als freie Mitarbeiter im Medienbereich zu arbeiten. In den Semesterferien finden praktische Ausbildungsseminare statt, zudem gehören vier Pflichtpraktika zum Ausbildungsprogramm.
Nach eigenen Angaben unterstützte die journalistische Nachwuchsförderung im Jahre 2009 150 Stipendiaten, 800 Absolventen haben das Programm durchlaufen.